# アクシスルートホールディングス
アクシスルートホールディングス株式会社は、東京都千代田区に本社を置く、アクシスルートグループの持株会社。

## 沿革
- 2008年4月 - 東京都渋谷区道玄坂にて株式会社アクシス設立
- 2020年7月 - NTTドコモの「おくすり手帳システムサービス」と連携[2]
- 2021年9月 - 「アクシスルートホールディングス株式会社」に商号変更。医療事業に関する権利義務を、100％子会社「株式会社アクシス」に承継
- 2021年11月 - 社外取締役に勝間和代が就任[3]
- 2023年3月 - 100％子会社「株式会社アクシスメディコ」を100％子会社「株式会社アクシス」に吸収合併

## 子会社
- 株式会社アクシス：2021年に設立。医療事業に関する業務を承継される。
- 株式会社アクシスメディコ：2018年アクシスチャージ株式会社として設立。2023年３月に「株式会社アクシス」に吸収合併される。
- アクシスイノベーション株式会社：2012年株式会社ストレートとして設立。

## 主な製品
- スマホよ薬 -  処方せん送付サービス。2014年8月サービス開始。
- Medixs -  クラウド型の電子薬歴システム。2014年11月サービス開始。